# Argonaut Games
Pour les articles homonymes, voir Argonaut.
Argonaut Games PLC est une société britannique de développement de jeux vidéo, fondée par Jez San en 1982 et fermée fin 2004.
Elle est notamment célèbre pour le développement en 1993 du Super FX, une puce électronique pour la console de jeux vidéo Super Nintendo qui, intégrée à la cartouche, permet un rendu en trois dimensions à base de polygones.
En 2024, la société Argonaut Games a re-ouvert ses portes avec comme première sortie d'une re-mastérisation de Croc: Legend of the Gobbos, sorti en 1997 sur PS1 et Sega Saturn

## Liste de jeux
- 1984 : Skyline Attack (Commodore 64)
- 1986 : Starglider (Amiga, Amstrad CPC, Apple II, Atari ST, Commodore 64, DOS, ZX Spectrum)
- 1988 : After Burner (Amiga, Atari ST, ZX Spectrum)
- 1988 : Starglider 2 (Amiga, Atari ST, DOS, ZX Spectrum)
- 1989 : After Burner II (Atari ST)
- 1990 : Days of Thunder (Atari ST, DOS, Game Boy)
- 1991 : Birds of Prey (Amiga, DOS)
- 1991 : Loopz (Game Boy)
- 1992 : ATAC (Amiga, DOS)
- 1992 : X (Game Boy)
- 1993 : Star Fox: Super Weekend (Super Nintendo)
- 1993 : Race Drivin' (Game Boy)
- 1993 : Star Wing (Super Nintendo)
- 1993 : King Arthur's World (Super Nintendo)
- 1994 : Creature Shock (3DO, CD-i, DOS, Saturn)
- 1994 : Vortex (Super Nintendo)
- 1995 : FX Fighter (DOS)
- 1995 : Alien Odyssey (DOS)
- 1996 : FX Fighter Turbo (Windows)
- 1997 : Croc: Legend of the Gobbos (PlayStation, Saturn, Windows, Game Boy Color)
- 1998 : Buck Bumble (Nintendo 64)
- 1998 : Big 10 Simulation-Action (DOS, Windows, Windows 3.x)
- 1999 : Croc 2 (PlayStation, Windows, Game Boy Color)
- 1999 : Red Dog: Superior Firepower (Dreamcast)
- 2000 : Aladdin : La Revanche de Nasira (PlayStation, Windows)
- 2000 : Alien Resurrection (PlayStation)
- 2001 : Kuzco, l'empereur mégalo (jeu vidéo) (PlayStation, Windows)
- 2001 : Harry Potter à l'école des sorciers (PlayStation)
- 2002 : Bionicle: Matoran Adventures (Game Boy Advance)
- 2002 : Harry Potter et la Chambre des secrets (PlayStation)
- 2003 : Bionicle (GameCube, Macintosh, PlayStation 2, Windows, Xbox)
- 2003 : I-Ninja (GameCube, PlayStation 2, Windows, Xbox)
- 2003 : SWAT: Global Strike Team (PlayStation 2, Xbox)
- 2004 : Carve (Xbox)
- 2004 : Catwoman (GameCube, PlayStation 2, Windows, Xbox)
- 2004 : Malice (PlayStation 2, Xbox)
- 2004 : Powerdrome (PlayStation 2, Windows, Xbox)

### Jeux annulés
- I-Ninja 2 (PlayStation 2)
- Star Fox 2 (Super Nintendo)
- Urban Chaos : Violence urbaine (PlayStation 2, Windows, Xbox -  le développement est néanmoins repris par Rocksteady Studios)
- Orchid (PlayStation 2)
- Cash on Delivery (PlayStation 2)
- Zero Hour (PlayStation Portable)
- Croc 2 (Version Sega Saturn et Dreamcast)
- Yoshi Racing (Nintendo 64)